# Драй-Ґат-Суфрієр

Мапа Монтсеррату з річками острова

Драй-Ґат-Суфрієр (англ. Dry Ghaut Soufriere) — річка на острові Монтсеррат (Британські заморські території). Витік розташований на висоті вище 500 метрів над рівнем моря на горі Суфрієр-Гіллз. Впадала до океану та внаслідок вулканічних вивержень річище частково змінилося і тепер в мусонний сезон поточище вод стікає в напряму до Атлантичного океану зі зміщеним руслом.

## Особливості
Внаслідок кількох вивержень вулкану на горі Суфрієр-Гіллз у 1997 році, більша частина річища була наповнена магмою, а поселення на берегах річки та всі комунікації були знищені. Однак завдяки постійному притокові води з підземних джерел та дощів у верхів'ях річки — водний потік пробив собі нові шляхи, щоби влитися до океану.
Протікає неподалік поселення (уже зниклого) — Лонґ Ґраунд (Long Ground) і тече в південно-східній частині острова, зокрема в парохії Сент-Антоні .
Гірська річка, яка починається в горах і стрімко стікає до узбережжя. Течія річки була бурхлива, яка вибивла в рельєфі численні перекати та водоспади й глибоку ущелину, наразі тепер значна частина річища заповнена застигшою магмою, особливо у її верхів'ї.